# Zebrajagdspinne
Die Zebrajagdspinne (Viridasius fasciatus) ist eine Spinne und die einzige Art der somit monotypischen Gattung Viridasius innerhalb der Familie Viridasiidae. Die Art ist in Madagaskar endemisch.

## Merkmale

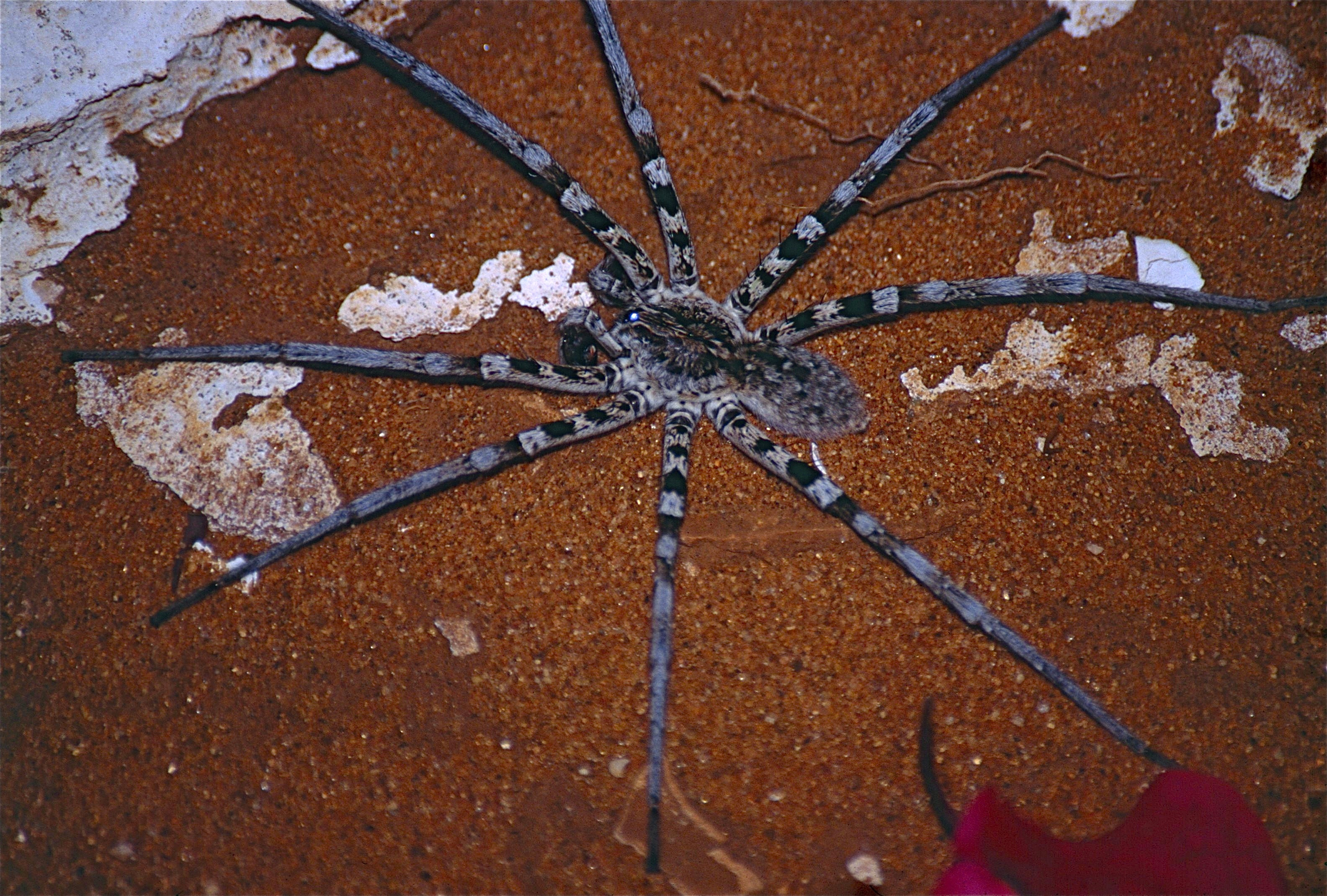
Detailaufnahme eines Männchens

Die Körperlänge des Weibchens kann etwa 20 bis 25 Millimeter betragen, die der Männchen ist meist kürzer. Die Beinspannweite beider Geschlechter kann bis zu ungefähr acht Zentimeter reichen, wobei jedoch die Beine des Weibchens wie beim restlichen Körperbau massiger gestaltet sind. Der Körperbau der Zebrajagdspinne ähnelt dem der Kammspinnen, zu denen sie früher auch gezählt wurde. Das trifft auch auf die Stellung der gut entwickelten Augen zu. Ähnlich den näher verwandten Kammspinnen ist auch die Zebrajagdspinne äußerst langbeinig, was ihr eine hohe Agilität und Geschwindigkeit zugutekommen lässt. Auffällig ist die Farbgebung der Art, die aus einer weißen Grundfärbung besteht. Prosoma und Opisthosoma sind mit mehreren schwarzen Flecken und Sprenkeln versehen, die beiden Körperabschnitten ein mosaikartiges Erscheinungsbild verleihen. Die Beine sind abwechselnd schwarz-weiß gestreift.

## Vorkommen
Die Zebrajagdspinne ist auf Madagaskar endemisch und bewohnt dort überwiegend Bäume und Höhlen.

## Lebensweise

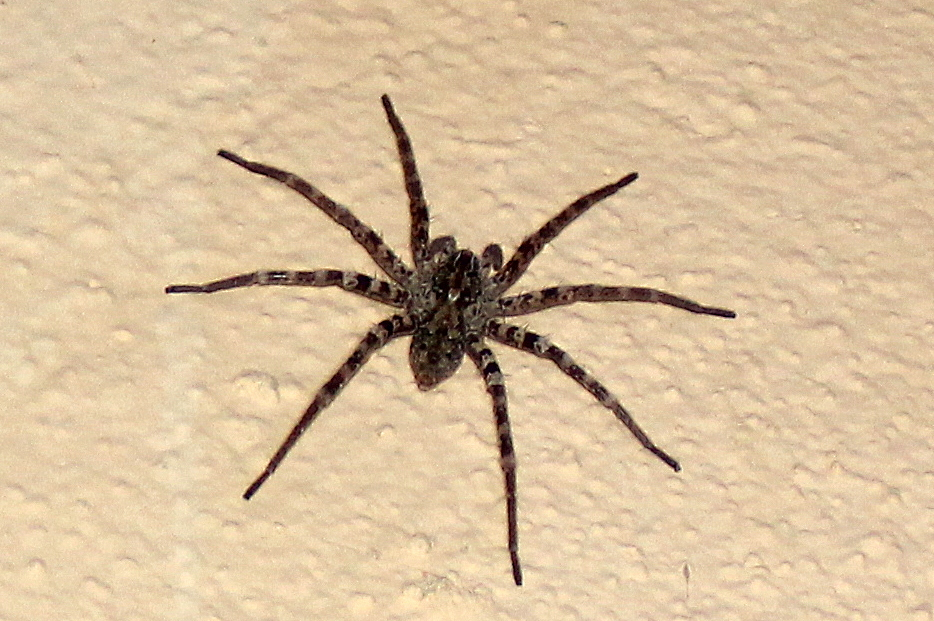
Draufsicht eines Männchens

Die nachtaktive Zebrajagdspinne verbringt den Tag größtenteils in Wohngespinsten und verlässt dieses bei Anbruch der Dunkelheit. Dann geht die Spinne auf Beutefang, wobei jüngere Spinnen bei Untersuchungen auch am Tage aktiv jagten. Der Beutefang erfolgt wie bei den meisten anderen Spinnen der Überfamilie Lycosoidea ohne Fangnetz. So ist auch die Zebrajagdspinne ein Lauerjäger, der potentielle Beutetiere im Überraschungsgriff packt und anschließend Gift injiziert, ehe die Beute verzehrt wird. Beutetiere und auch mögliche Fressfeinde werden visuell oder mittels des Vibrationssinn geortet.

### Fortpflanzung

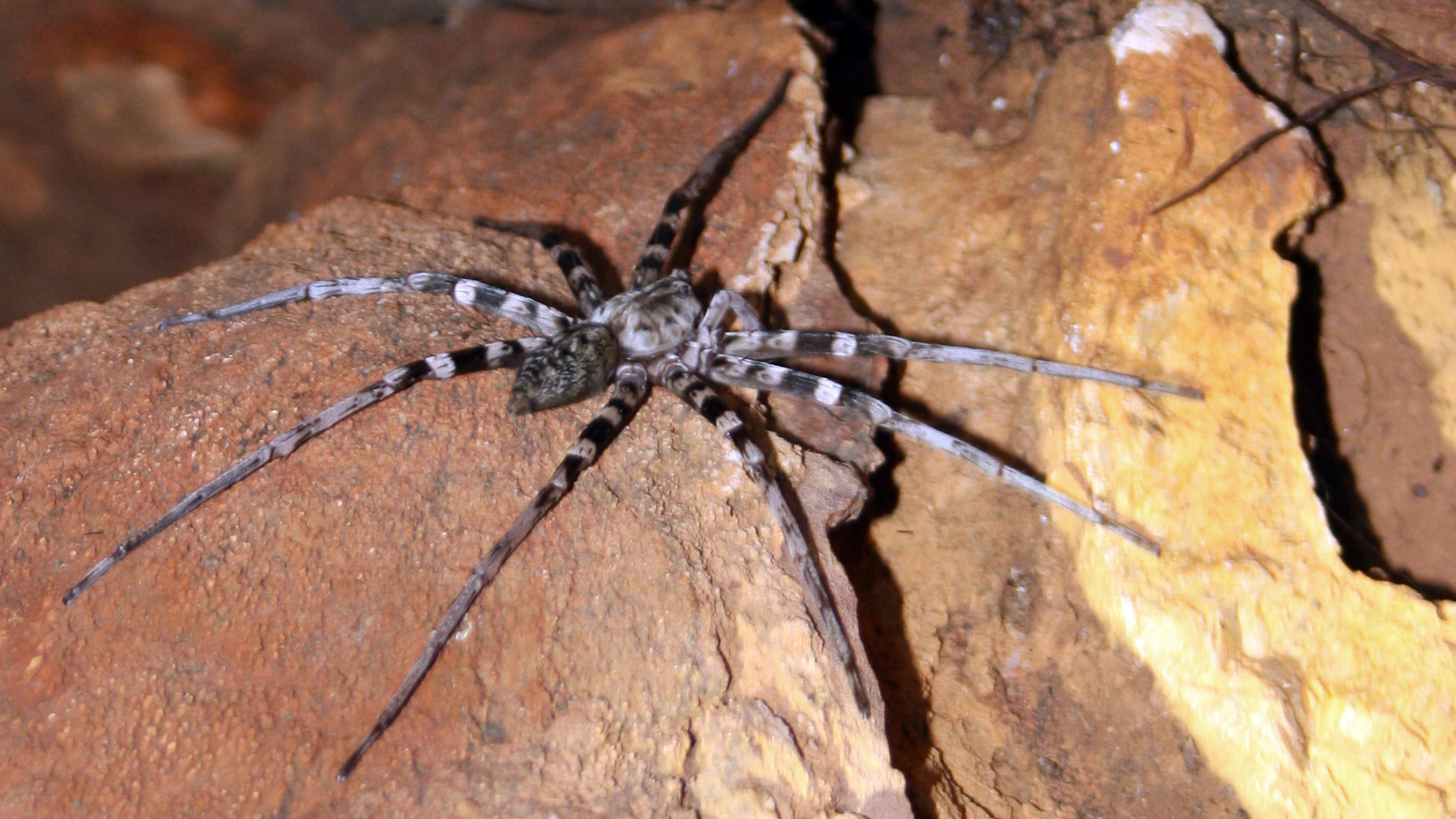
Rückansicht eines Männchens

Auch das Fortpflanzungsverhalten der Zebrajagdspinne ähnelt dem anderer Spinnen der Überfamilie, das schließt auch ein Balzverhalten ein. Bei diesem nährt sich ein paarungswilliges Männchen einem geschlechtsreifen Weibchen und führt anschließend ein rhythmisches Trommeln mit seinen Beinen aus. Das Weibchen kann einige Zeit zögern, ehe es eine Reaktion zeigt. Ist es nicht paarungswillig, versucht es das balzende Männchen zu verscheuchen. Ist es zur Paarung bereit, erhebt es die Vorderbeine. Das Männchen besteigt in diesem Falle die Oberseite des Weibchens und führt abwechselnd alle 20 bis 30 Sekunden seine Bulbi in die Egipyne des Weibchens. Die gesamte Paarung mitsamt Balz nimmt etwa eine halbe Stunde in Anspruch. Danach wird das Männchen vom Weibchen verjagt, Kannibalismus kommt aber selten vor. Das Männchen stirbt nach der Paarung innerhalb einiger Wochen. Mehrere Monate nach der Paarung legt das Weibchen mehrere Kokons an (bei einer Untersuchung waren es drei, wobei hier der letzte keine Eier enthielt.), die pendelförmig gebaut sind und mit einem Faden an einer geeigneten Oberfläche aufgehängt werden. Die Maße eines Kokons beinhalten etwa eine Länge von 15, eine Breite von 15 bis 18 und eine Höhe von 12 bis 14 Millimetern. Zum Schutz vor Fressfeinden und Parasiten versieht das Weibchen die Kokons zusätzlich mit Elementen des Bodensubstrats, um diese damit zu tarnen. Die Kokons werden vom Weibchen wahrscheinlich nicht bewacht, da es kurz nach der Ablage aller Kokons ebenfalls stirbt. Aus einem Kokon schlüpfen meist 30 bis 60 Jungspinnen, die über mehrere Häutungen heranwachsen. Für diesen Zweck nutzen die Spinnen Schutzgespinste, die ebenfalls durch das Beifügen von Substrat getarnt werden.

## Systematik
Erstbeschreiber Heinrich Wilhelm Christian Lenz verlieh der Spinne 1886 die Bezeichnung Phoneutria fasciata, ordnete sie also als Kammspinne in die Gattung Phoneutria ein, zu der auch für den Menschen potentiell gefährliche Spinnen, etwa die Brasilianische Wanderspinne (P. nigriventer) zählen. Bereits drei Jahre nach der Erstbeschreibung erfolgte eine Neuordnung seitens des französischen Arachnologen Eugène Simon, der der Art den Namen Viridasius pulchripes gab und sie somit in die heute wieder gültige monotypische Gattung einteilte. Derselbe Autor ordnete die Zebrajagdspinne jedoch erneut um, sodass sie ab da die Bezeichnung Vulsor fasciatus trug. Der finnische Arachnologe Pekka T. Lehtinen nannte die Spinne 1967 nochmals um, wobei sie ihre noch heute geltende Bezeichnung erhielt.

## Terraristik
Die Zebrajagdspinne erfreut sich in der Terraristik bedingt durch ihr markantes Erscheinungsbild einer großen Beliebtheit. Verfügbare Nachzuchten vereinfachen Verkauf und Haltung der Art. Sie ist robust und leicht zu halten, es sollten vom Halter jedoch ihre Schnelligkeit und die nachtaktive Lebensweise beachtet werden. Solche Arten verbringen den Tag gerne im Wohngespinst und können dadurch nicht beobachtet werden. Über die Giftwirkung des Bisses gibt es wenige Angaben, allerdings ist die Art eher scheu als aggressiv. Im Handel werden zwei Zuchtformen der Zebrajagdspinne angeboten. Die eine ist die etwas kleinere Waldform ("Viridasius spec. sylvestris"), die andere ist die etwas größere und teilweise weniger kontrastreich gefärbte Höhlenform, die allerdings im Gegensatz zur Waldform seltener angeboten wird.